# Obermühle (Welzheim)
Obermühle ist ein Weiler der Stadt Welzheim im Welzheimer Wald im baden-württembergischen Rems-Murr-Kreis. Der kleine Ort liegt im Naturpark Schwäbisch-Fränkischer Wald.

## Lage
Der aus einer einzelnen Wassermühle hervorgegangene Weiler liegt etwa 1,3 Kilometer nordöstlich der Welzheimer Stadtmitte und heute nur wenig außerhalb der geschlossen bebauten Stadtfläche im Tal der oberen Lein. Er hat 8 Hausnummern. Der durch den Weiler gehende ehemalige Mühlkanal ist mit seinen 1310 Metern ungewöhnlich lang. Durch den Weiler verläuft die Kreisstraße K 1887 in Richtung Gschwend.
Etwa 1,8 Kilometer flussaufwärts liegt die Aichstruter Sägmühle und etwa 1 Kilometer flussabwärts lag die 1960 abgegangene Untere Mühle.

## Geschichte
Erstmals erwähnt wurde die Obermüllin im Jahre 1564 und war damals im Besitz des Martin Hagmüller. Im 19. Jahrhundert war die Obermühle sowohl eine Getreide- als auch eine Sägemühle. Besitzer war um 1830 Gottfried Sammet. Die Mahlmühle hatte drei Wasserräder. Sie war unter Müllermeister Schall bis 1976 in Betrieb. Das 1797 erbaute Hauptgebäude brannte 1979 ab; die Brandruine wurde anschließend abgetragen und das Grundstück mit einem modernen Wohnhaus neu bebaut. 